# Berdjansk
Berdjansk (ukrainska: Бердянськ uttal (fil); ryska: Бердянск) är en hamnstad i Zaporizjzja oblast i sydöstra Ukraina. Staden ligger vid kusten till Azovska sjön, och folkmängden uppgår till cirka 120 000 invånare. Berdjansk är en egen administrativ enhet inom oblastet, men fungerar samtidigt som huvudort för det angränsande Berdjansk rajon.
Berdjansk är viktig som både hamn- och industristad. Staden har även gjort sig känd som en hälsostad, och dess gyttjebad har till blivit en symbol och en viktig inkomstkälla. 

## Historia
Berdjansk grundades 1827 i samband med anläggandet av flera hamnar för utskeppning av spannmål. Först hette staden Berdy men ändrades efter diskussion till Novonogajsk ("nya Nogajsk") vilket syftade på att Berdjansk var "den nya" modernare versionen av staden Nogajsk, som ligger strax väster om Berdjansk och heter idag Prymorsk.
 År 1835 utnämndes Berdjansk till stad. Stadens namn sedan 1842 härrör från floden Berda som mynnar ut i havet en bit ifrån staden. Det är även denna flodmynning som är upphov till det långa sandnäs som gjort staden lämplig som hamnstad. 
Tomlastade skepp som anlöpte staden var ofta barlastade med sand och sten vilket ofta (då oftast vattenbarlast) släpptes överbord. I mitten av 1800-talet ställde myndigheterna som villkor vid bestämning av hamnavgifter att barlast skulle utgöras av sten och lossas iland. Ännu idag är gatunätet närmast hamnen stensatt med sådan sten - ett material som annars knappast förekommer i trakten.
I slutet av 1800-talet anlade konsul James Greeve en fabrik för tillverkning av jordbruksmaskiner (under sovjettiden benämnd Pervomajskij zavod imeni krasnogo lejtenanta Sjmidta, 'Löjtnant Schmidts Pervomajskfabrik'). Fabrikens verksamhet upphörde först i samband med den postsovjetiska privatiseringen.
Tyska arméer ockuperade staden i samband med andra världskriget.
Mellan 1939 och 1958 hette staden Osypenko (ryska: Osipenko), för att hedra den sovjetiska piloten Polina Osipenko (1907–1939), det namn som nu används av den närliggande orten Osypenko, där Polina Osypenko föddes. Berdjansk är idag en välmående och modern stad med flera inkomstkällor så som hälsoturism och till viss del badturism. Större delen av såväl befolkningen i staden som tillresta turister är ryskspråkiga.

## Geografi
Hamnen i Berdjansk befinner sig i den västra delen av staden. Hamnkajen där är uppemot 3–4 km lång. Centrala Berdjansk ligger cirka 300 meter ifrån sjön och närmare 1 500 meter ifrån hamnen. I Berdjansk produceras metall och textiler och mycket sådan material fraktas till och från Berdjansk med hjälp av godsbåt.
Staden ligger delvis på en halvö som befinner sig nära Berdjansk. Halvön består till en del av ojämn mark, sumpmark och liknande. En del sandstränder och turistattraktioner finns också på halvön som mest består av just sand. Grunt vatten omger halvön vilket gör det mer badvänligt. Vattnets kvalité är däremot inte den bästa. Ön är ganska ordentligt bebyggd på vissa håll, med finare hus och trädgårdar. Ön är även välbebodd av fåglar.

## Kultur
De viktigaste kultur- och utbildningsinstitutioner i Berdjansk är dess galleri med målningar, Naturvetenskapliga museet, Pedagogiska universitet, och Medicinska högskolan. Stadshistoriemuseet öppnades september 2005.

## Transport
Berdjansk har en flygplats med en landningsbana omedelbart utanför stadsgränsen i norr. Under lång tid efter Sovjetunionens sammanbrott var inrikesflygtrafiken dock sparsam.
Än idag reser man oftast till Berdjansk med tåg och direktvagnar finns i tåg från Kiev (18 timmar), och Zaporizjzja (7,5 timmar).
Staden har en busstation som är en nod i regionens mycket omfattande landsvägstrafiknät.
Tidigare fanns trafik med bärplansbåt (raketa) från Berdjansk till Kertj på Krim. Denna trafik har efter Sovjetunionens fall ännu inte återupptagits.

## Turism
Man beräknar att det varje sommar kommer ca 19 000 internationella turister till Berdjansk med omgivning. Berdjansk marknadsförs framför allt som en hamnort men även som ett hälsocentrum.

## Kända personer ifrån Berdjansk
- Olga Kurylenko, fotomodell och skådespelerska. Bondbrud i bondfilmen Quantum of Solace.[5]

## Vänorter
- Bielsko-Biała i Polen[6]